# Mausoleo Kaffal Shoshi
Il mausoleo Kaffal Shoshi è sito presso il Complesso Hazrati Imam a Tashkent, in Uzbekistan.
È dedicato allo studioso e poeta islamico Abu Bakr Kaffal Shoshi vissuto in epoca shaybanide. Esso si trova a Tashkent in Uzbekistan.
L'edificio risale al XVI secolo e contiene la tomba del poeta e quella di altre personalità tra cui tre sceicchi. Originariamente l'antico mausoleo risaliva al X secolo ma se ne sono perse le tracce, così venne ricostruito.
L'edificio comprende anche una khanqa.

## Galleria d'immagini

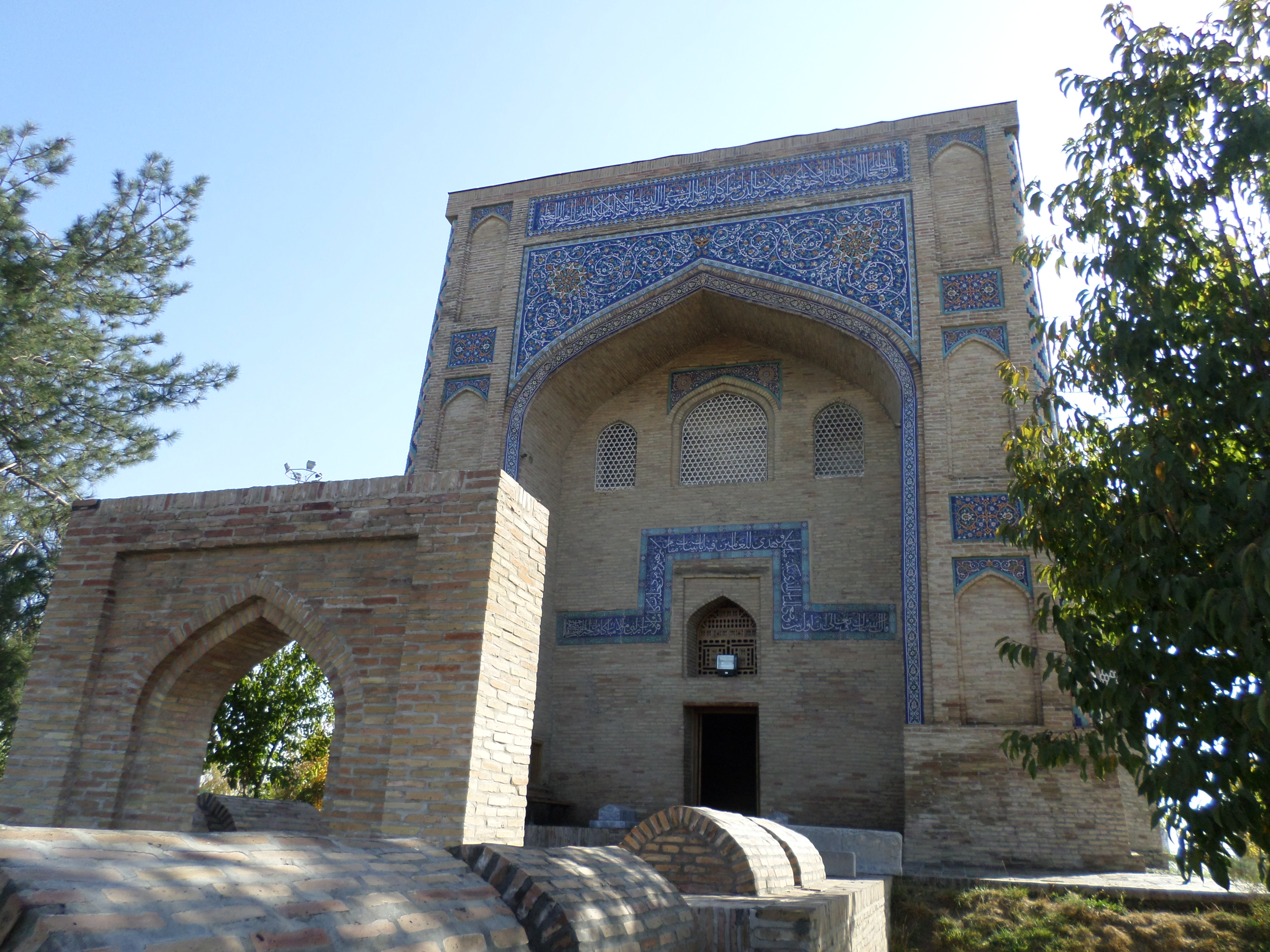
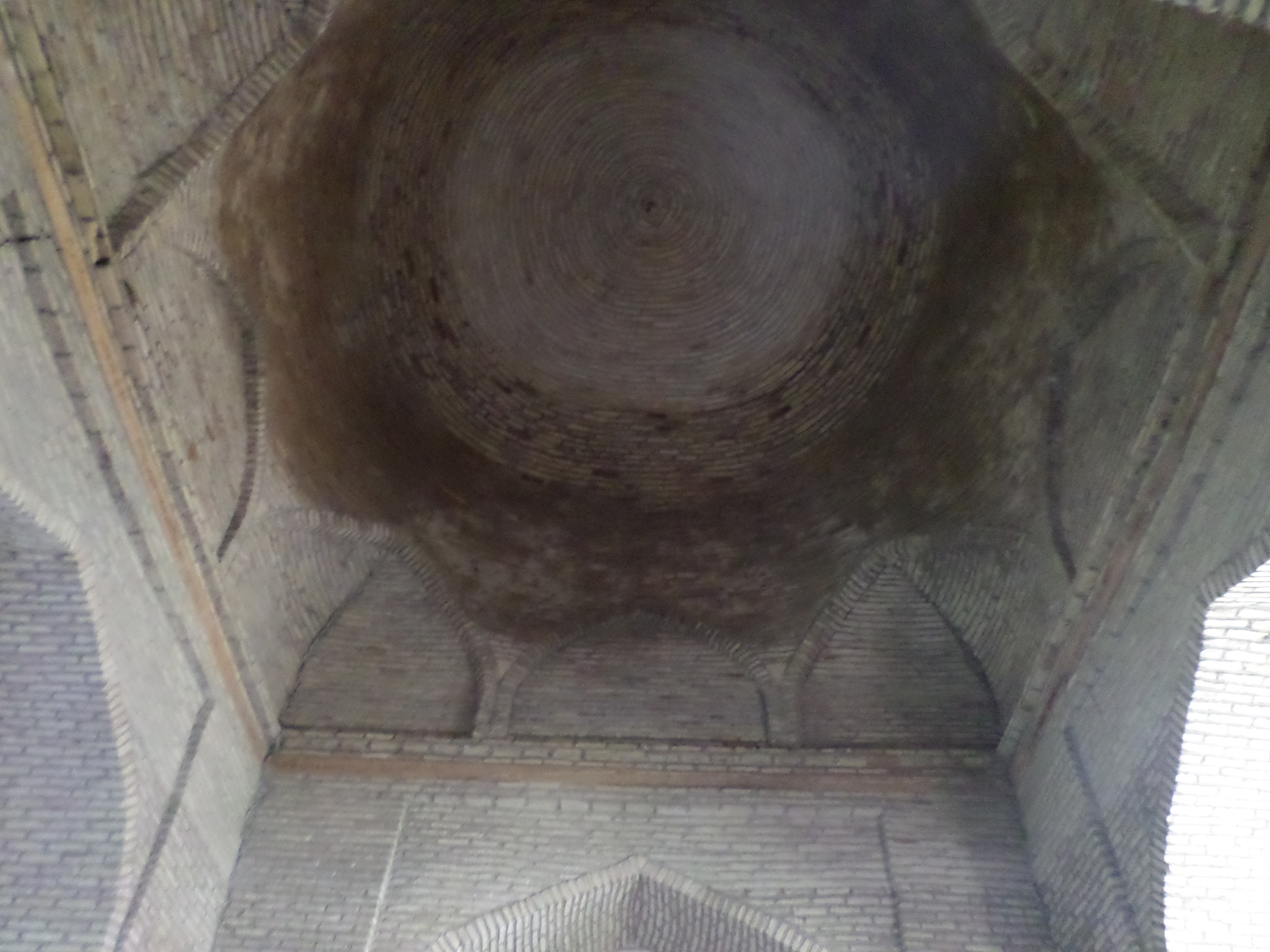
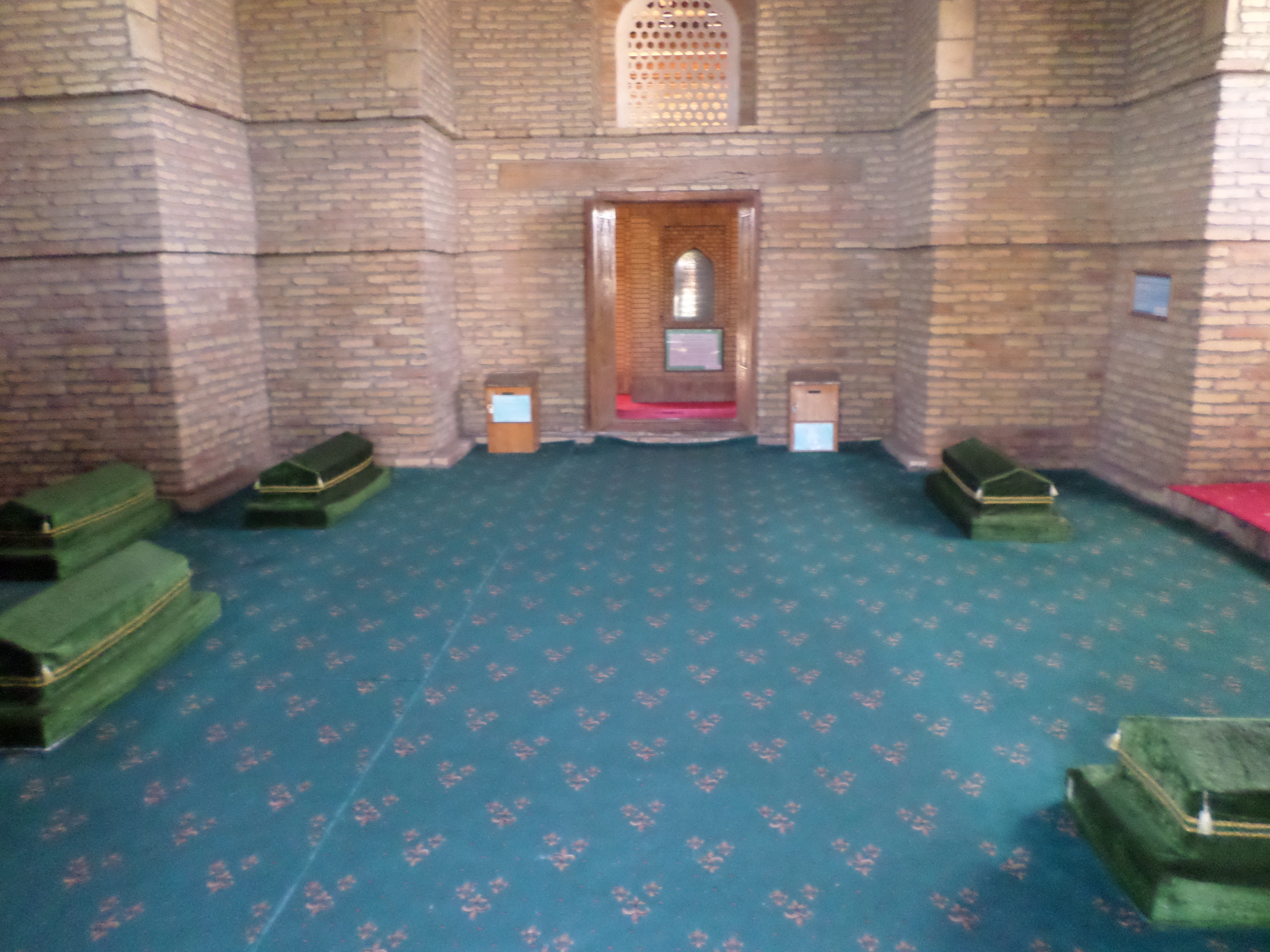
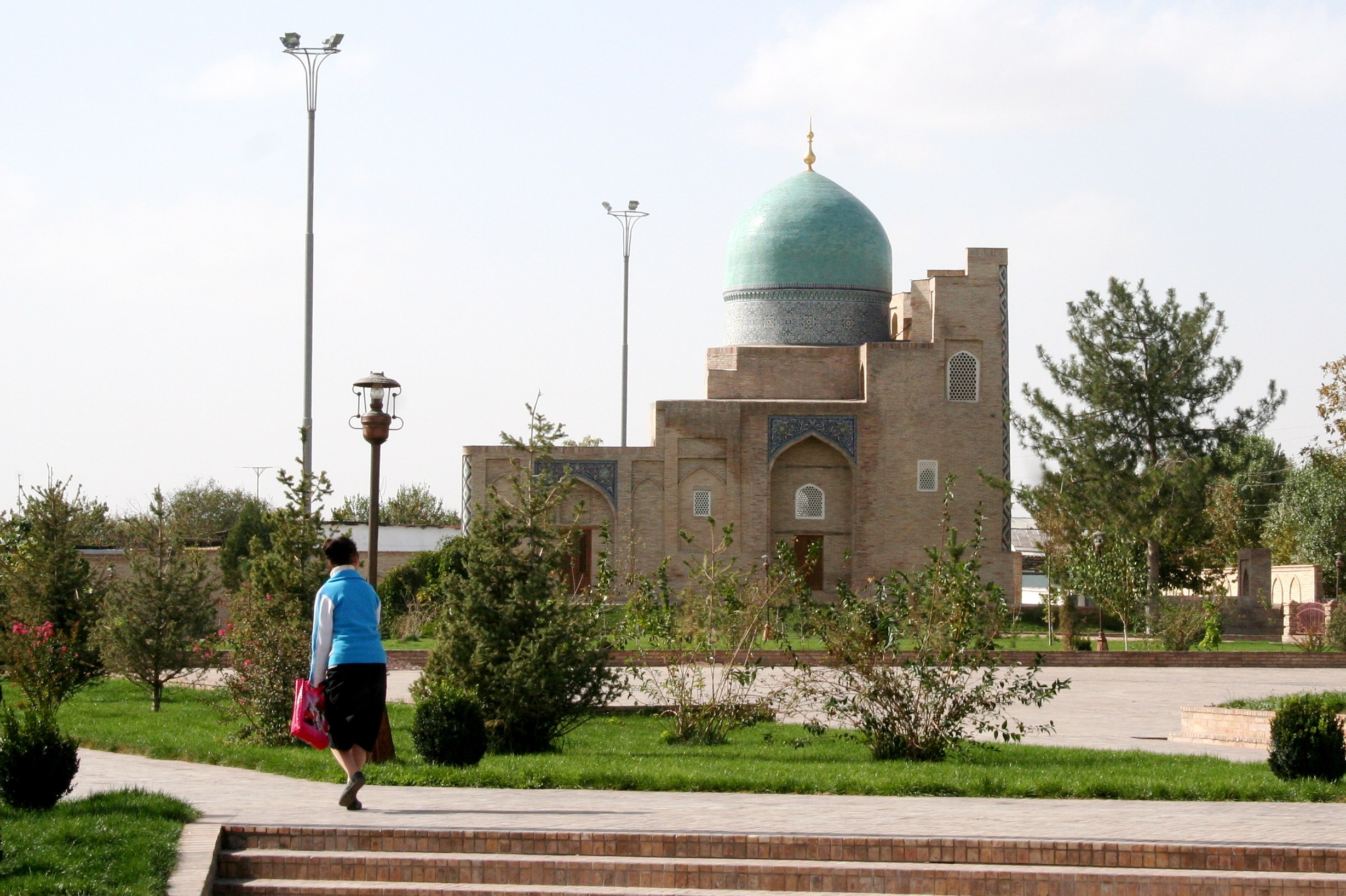